# Keilaniemi
Keilaniemi (Zweeds: Kägeludden) is een station van de metro van Helsinki. Het is het oostelijkst gelegen metrostation in Espoo.  
Het station is geopend op 18 november 2017. Het volgende station in westelijke richting is Aalto-yliopisto en in oostelijke richting Koivusaari.
Kivenlahti · 
Espoonlahti · 
Soukka · 
Kaitaa · 
Finnoo · 
Matinkylä ·
Niittykumpu ·
Urheilupuisto ·
Tapiola ·
Aalto-yliopisto ·
Keilaniemi ·
Koivusaari ·
Lauttasaari ·
Ruoholahti ·
Kamppi ·
Rautatientori ·
Helsingin yliopisto ·
Hakaniemi ·
Sörnäinen ·
Kalasatama ·
Kulosaari ·
Herttoniemi ·
Siilitie · 
Itäkeskus
Noordelijke tak:
Myllypuro ·
Kontula ·
Mellunmäki
Oostelijke tak:
Puotila ·
Rastila ·
Vuosaari